# Bieberita
La bieberita es un mineral de la clase de los minerales sulfatos, y dentro de esta pertenece al llamado “grupo de la melanterita”. Fue descubierta en 1845 por Wilhelm von Haidinger en Bieber, en el estado de Hesse (Alemania), siendo nombrada así por esta localidad. Sinónimos poco usados son: biberita, biebrita o rhodhalita.

## Características químicas
Químicamente es un sulfato hidratado de cobalto, sin aniones adicionales. El grupo de la melanterita en que se encuadra son todos sulfatos heptahidratados de un solo metal y con sistema cristalino monoclínico prismáticos.
Puede deshidratarse con facilidad, convirtiéndose en el mineral moorhouseíta (CoSO4·6H2O).
Puede llevar como impureza cobre, formando una serie de solución sólida, en la que la sustitución gradual del cobalto por cobre va dando los distintos minerales de la serie (Co1-xCux)SO4·7H2O (con 0.00≤x≤0.46).
Se disuelve en agua dándole al agua su tono rojizo, dotando al líquido de un sabor primero algo amargo y luego metálico bastante desagradable.

## Formación y yacimientos
Se forma como inusual mineral secundario producto de la oxidación de minerales sulfuros-arseniuros de cobalto. A menudo aparece en las escombreras como producto postminería.
Suele encontrarse asociado a otros minerales como: eritrina, annabergita, farmacolita, cobaltita o linneíta.

## Usos
Puede ser extraído de las minas como mena del metal de cobalto.